# Microgomphus torquatus
Microgomphus torquatus – gatunek ważki z rodziny gadziogłówkowatych (Gomphidae).